# Leicester City
Leicester City (offiziell Leicester City Football Club) – auch bekannt als The Foxes (die Füchse) – ist ein Fußballverein aus dem englischen Leicester, der in der zweitklassigen EFL Championship spielt.
Großes nationales und internationales Aufsehen erregte der Klub, als er nach knappem Klassenerhalt im Vorjahr in der Saison 2015/16 überraschend englischer Meister wurde. Darüber hinaus gewann der Verein einmal den FA Cup (2021), dreimal den EFL Cup (1964, 1997 und 2000) und zweimal den FA Community Shield (1971, 2021).
Leicester City trägt seine Spiele seit der Saison 2002/03 im King Power Stadium aus.

## Geschichte
Der Verein wurde 1884 mit Bezug auf sein ehemaliges Stadion an der Fosse Road als Leicester Fosse gegründet und trat 1890 dem englischen Fußballverband bei. Ab 1891 spielten die Foxes für beinahe 111 Jahre ununterbrochen im Stadion an der Filbert Street. 1908 stiegen sie das erste Mal in die First Division auf. Die Umbenennung in Leicester City erfolgte 1919, da sich der alte Verein aufgrund finanzieller Schwierigkeiten aufgelöst hatte und Leicester gleichzeitig vom Distrikt zur Stadt heraufgestuft worden war. Während des 20. Jahrhunderts pendelte die Mannschaft zwischen den obersten beiden Spielklassen hin und her, ohne große Erfolge zu erzielen. Sie erreichte das FA-Cupfinale vier Mal, ohne jedoch zu gewinnen (1949: 1:3 gegen die Wolverhampton Wanderers, 1961: 0:2 gegen Tottenham Hotspur, 1963: 1:3 gegen Manchester United, 1969: 0:1 gegen Manchester City). 1929 wurde Leicester City englischer Vizemeister.

### Die Ära O’Neill (1995 bis 2001)
Als relativ erfolgreiche Ära gelten die Jahre 1995 bis 2001. In dieser Zeit schlug das Team unter der Leitung des nordirischen Trainers Martin O’Neill zunächst in den Play-off-Spielen 1996 Crystal Palace mit 2:1 und erreichte so die höchste englische Spielklasse, die Premier League. 1997 wie auch 2000 holten die Foxes den League Cup (1999 wurde man Zweiter), was dem Verein 1998 (nach 36 Jahren Abwesenheit) sowie 2001 die Qualifikation für den UEFA-Cup einbrachte. Beide Male schied man allerdings bereits in der Vorrunde aus; 1998 mit 1:2 und 0:2 gegen Atlético Madrid, 2001 mit 1:1 und 1:3 gegen Roter Stern Belgrad.

### Absturz in die Drittklassigkeit (2001 bis 2008)
Nachdem Leicester City die Saison 2000/01 lediglich auf dem 13. Platz beendet hatte, folgte 2002 der Abstieg des Vereins mit nur fünf Siegen aus 38 Partien. Der Verein stand durch eine Schuldenlast von 30 Millionen Pfund kurz vor dem Konkurs. Leicester City wurde während dieser schweren Zeit von einem Konsortium aus 55 Aktionären – mit Gary Lineker an der Spitze – geleitet. Der serbisch-amerikanische Multimillionär Milan Mandarić, ehemals Besitzer des FC Portsmouth, hatte bereits im Oktober 2006 sein Interesse an einer Übernahme angemeldet und sollte gemäß Planung ab Januar 2007 dem Verein vorstehen. Nach mehreren unvorhergesehenen Verzögerungen – verursacht durch juristische Probleme, Widerstände aus dem Aktionärslager und eine fehlerhafte Offenlegung der Finanzen durch die ehemaligen Clubverantwortlichen – wurde der Verkauf offiziell am 13. Februar 2007 bekanntgegeben. Die Transferinvestitionen sollen sich im Bereich von neun Millionen Pfund (rund 13,3 Millionen Euro) – verteilt über die folgenden 15 Monate – bewegen. Durch die Übernahme wurde Mandarić Mehrheitsaktionär mit leicht über 75 Prozent Aktienanteil. Sein Investitionsplan sah vor, den Club innerhalb der nächsten drei Jahre in die Premier League zu bringen.
Mandarić fiel durch seinen (bereits aus Portsmouth bekannten) hohen Trainerverschleiß auf. Nach Interimstrainer Rob Kelly folgte gegen Ende der Spielzeit 2006/07 aufgrund dürftiger Resultate der Nordire Nigel Worthington. Anschließend durften sich in der folgenden Saison Martin Allen (ehemals Milton Keynes Dons), Gary Megson sowie das Duo Frank Burrows/Gerry Taggart als Team-Manager versuchen. Ihre Wirkungszeit war jedoch wiederum von kurzer Dauer.
Der ab November 2007 verpflichtete Ian Holloway, von Plymouth Argyle gekommen, vermochte es jedoch nicht, den Club vor dem ersten Abstieg in die dritthöchste englische Liga, die Football League One, zu bewahren. Ihm wurde von vielen Seiten der Vorwurf gemacht, taktisch fahrlässig gehandelt zu haben. Am letzten Spieltag der Football-League-Championship-Saison 2007/08 benötigte Leicester City mindestens ein Unentschieden bei gleichzeitiger Niederlage des FC Southampton. City erreichte dieses Ziel zwar mit einem 0:0, aber da Southampton in letzter Minute 3:2 gegen Sheffield United gewonnen hatte, stand der Abstieg in die dritthöchste Spielklasse fest. Am Ende der Saison 2007/08 wurde Cheftrainer Holloway entlassen.

### Von der Drittklassigkeit in die Premier League (2008 bis 2014)
Als neuer Hoffnungsträger galt ab Ende Juni 2008 der ehemalige englische Verteidiger Nigel Pearson, der zuvor Newcastle United (als Caretaker Manager) und (kurzfristig) den FC Southampton trainiert hatte. Pearsons Einstellung sowie seine bisherige Transferpolitik erwirkten einen positiven Effekt auf das Team und die Resultate. Mit nur zehn restlichen noch ausstehenden Spielen in der ersten League-One-Saison stand Leicester City auf dem ersten Tabellenrang mit 78 Punkten aus 36 Spielen. Mit dafür verantwortlich war eine langanhaltende Serie ohne Niederlage in der Liga, die im Oktober 2008 (nach dem 2:3 im Heimspiel gegen Brighton & Hove Albion) begann und nach 23 Spielen erst am 11. März 2009 mit einem 0:2 bei den Tranmere Rovers ihr Ende nahm. Die Mannschaft egalisierte mit einem 1:0-Auswärtssieg bei den Bristol Rovers am 21. Februar 2009 den alten Vereinsrekord aus der Saison 1970/71 und übertraf ihn erstmals im darauffolgenden Spiel bei den Milton Keynes Dons, als Max Gradel in der 97. Minute mit einem Freistoßtor den 2:2-Endstand sicherstellte.
Die Rückkehr in die zweithöchste englische Liga feierte Leicester City im Anschluss an einen 2:0-Auswärtssieg gegen Southend United am 18. April 2009.
Der Club befand sich während eines großen Teils der Championship-Saison auf einem Play-off-Platz, der indirekt den Aufstieg in die Premier League ermöglicht. Gegen Ende der regulären 46 Saisonspiele verlor die Mannschaft vier Partien in Folge, davon ein 0:1 beim Lokalrivalen Derby County, als Torhüter Chris Weale einen Rückpass nicht stoppen konnte und ein Eigentor verschuldete. Das Team kämpfte sich zurück und gewann die letzten fünf Ligaspiele in Serie, darunter ein 2:0 gegen den Premier-League-Absteiger FC Middlesbrough im letzten Heimspiel der regulären Saison. Schlussendlich belegte die Mannschaft den fünften Liga-Rang und spielte danach, im Mai 2010, über zwei Runden verteilt, gegen den walisischen Mitaufstiegskonkurrenten Cardiff City, der die Saison auf Platz vier beendete, um den Einzug ins Play-off-Finale im neuen Wembley-Stadion, das am 22. Mai stattfand. Leicester City verlor gegen Cardiff City mit 0:1, 3:2 (3:4 nach Elfmeterschießen) und verfehlte somit den Aufstieg.
2010 wurde der Verein von dem thailändischen Konsortium Asian Football Investments unter der Leitung von Vichai Srivaddhanaprabha übernommen, dem Gründer und damaligen CEO der King Power International Group. Er wurde 2011 Präsident des Vereins.
Nach Platzierungen elf und neun in den Saisons 2010/11 und 2011/12 landete Leicester City am Ende der Saison 2012/2013 auf dem sechsten Rang der Football League Championship und zog somit wieder in die Play-offs um den Aufstieg in die Premier League ein. Als es kurz vor Ende des Rückspiels beim FC Watford in der Gesamtbilanz 2:2 stand und die Verlängerung bevorstand, bekam Leicester City einen Elfmeter zugesprochen. Anthony Knockaert scheiterte in der siebten Minute der Nachspielzeit in Schuss und Nachschuss am gegnerischen Torhüter; der FC Watford erzielte im direkten Gegenzug ein Tor. Leicester City war damit erneut in den Play-offs am Aufstieg gescheitert.
Am 5. April 2014 stieg Leicester City direkt in die Premier League auf, nachdem am 40. Spieltag dank Niederlagen der Konkurrenten um den Aufstieg, Queens Park Rangers und Derby County, der Sprung vom dritten auf den ersten Rang gelungen war.

### Jahre in der Premier League und Sensationsmeisterschaft 2016 (2014–jetzt)
In der ersten Premier-League-Saison nach dem Wiederaufstieg sah es lange nach dem Wiederabstieg aus; noch am 30. Spieltag war der Klub abgeschlagen Letzter. Nach einer Serie von sieben Siegen und einem Unentschieden aus den letzten acht Spielen wurde die Saison auf dem 14. Platz beendet und der Abstieg verhindert. Trotz der Entlassung des Cheftrainers Nigel Pearson im Sommer wegen eines Rassismusvorfalls auf einer Promotions-Tour zusammen mit drei Nachwuchsspielern durch Thailand (unter den Spielern war auch sein Sohn James Pearson) wurde dieser Aufwärtstrend in der folgenden Saison 2015/16 vom neuen Trainer Claudio Ranieri fortgesetzt. Die Mannschaft startete stark in die Saison und erklomm am 13. Spieltag erstmals die Tabellenspitze. Erst nach einem 3:1-Auswärtssieg gegen den direkten Konkurrenten Manchester City am 6. Februar 2016 wurde Leicester City als ernsthafter Titelkandidat gehandelt. Zu diesem Zeitpunkt waren die 'Foxes' bereits wieder Erster und sollten diese Position ab dem 23. Spieltag auch nicht mehr abgeben. Am 36. Spieltag sicherte sich Leicester City schließlich den ersten Meistertitel der Klubgeschichte. Nach einem 1:1 bei Manchester United am 1. Mai 2016 kam einen Tag später auch Verfolger Tottenham Hotspur gegen den FC Chelsea nicht über ein Unentschieden hinaus, wodurch die Mannschaft von Claudio Ranieri rechnerisch nicht mehr von der Tabellenspitze verdrängt werden konnte und als englischer Meister feststand.
Leicester Citys Triumph gilt als eine der größten Sensationen im Fußball und im Sport allgemein. Nachdem der Verein in der Vorsaison nur knapp den Ligaerhalt schaffte und mit Ranieri ein Trainer verpflichtet wurde, dessen vorherige Stationen relativ erfolglos verliefen, galten die 'Foxes' vor Beginn der Meistersaison unter Experten als einer der größten Abstiegskandidaten. Die Chancen auf eine Meisterschaft wurde von Wettanbietern mit Quoten von 5000 zu 1 als extrem gering eingestuft; bei einem englischen Wettanbieter wurde eine Meisterschaft von Leicester City als unwahrscheinlicher angesehen als dass Elvis Presley noch leben würde.
Ranieri vertraute während der gesamten Saison in einem 4-4-2-System fast immer auf folgende Startelf: Kasper Schmeichel (38 Spiele/38× Startelf/0 Tore) – Danny Simpson (30/30/0), Wes Morgan  (38/38/2), Robert Huth (35/35/3), Christian Fuchs (32/30/0) – Riyad Mahrez (37/36/17), Danny Drinkwater (35/35/3), N’Golo Kanté (37/33/1), Marc Albrighton (38/34/2) – Jamie Vardy (36/36/24), Shinji Okazaki (36/28/5). Vardy wurde zweitbester Torschütze und zum Premier League Player of the Season gewählt; Mahrez wurde fünftbester Vorlagengeber dieser Saison.
Im Sommer 2016 verlängerte Trainier Ranieri seinen Vertrag bis 2020. Leistungsträger N’Golo Kanté verließ die Meistermannschaft hingegen zum FC Chelsea.
Die anschließende Spielzeit 2016/17 verlief durchwachsen mit der Entlassung vom populären Meistertrainer Rainieri als Tiefpunkt und dem Einzug ins Champions-League-Viertelfinale als Höhepunkt. Vor Saisonbeginn verlor man zunächst im Community Shield gegen den FA-Cup-Gewinner Manchester United mit 1:2. Nach einer durchwachsenen ersten Saisonhälfte inklusive eines frühen Aus in der dritten Runde des League Cups sowie der Qualifikation für das Champions-League-Achtelfinale als Gruppenerster, ging es mit der Form der Mannschaft ab Mitte Januar bergab. Die Mannschaft, die größtenteils aus den gleichen Spielern bestand, die im Jahr zuvor die Meisterschaft gewonnen hatten, verlor fünf Ligaspiele in Folge und war nur noch knapp über den Abstiegsplätzen. Im FA-Cup scheiterte man enttäuschend am Drittligisten FC Millwall und im Hinspiel des Champions-League-Achtelfinals verlor man auswärts beim FC Sevilla mit 1:2. In Reaktion auf die schlechten Leistungen trennte der Verein sich am 23. Februar von Trainer Ranieri und ersetzte ihn durch Craig Shakespeare. Unter Shakespeare gelang eine Stabilisierung der Leistungen und die Mannschaft gewann die nächste fünf Ligaspiele in Folge. Zudem überkam man den 1:2-Rückstand aus dem Achtelfinal-Hinspiel durch einen 2:0-Heimsieg und zog erstmals ins Champions-League-Viertelfinale ein. Dort trafen die Foxes auf den letztjährigen Finalisten Atlético Madrid, gegen den man knapp mit 1:2 verlor. Die Saison wurde letztendlich auf dem 12. Platz beendet.
Am Abend des 27. Oktober 2018 stürzte der Privathubschrauber des Club-Präsidenten, Vichai Srivaddhanaprabha, in der Nähe des Stadions ab. Der Hubschrauber hatte kurz zuvor vom Mittelkreis des Spielfeldes abgehoben. Alle fünf Insassen starben.
In der Saison 2019/20 erreichte Leicester City Platz 5 und war damit zur erstmaligen Teilnahme an der UEFA Europa League berechtigt. Punktgleich mit Sporting Braga beendete Leicester aufgrund der besseren Tordifferenz die Gruppenphase auf Platz 1. In der Zwischenrunde scheiterte man jedoch an Slavia Prag (0:0 a; 0:2 h).
In der Saison 2020/21 erreichte Leicester City erneut Platz 5 in der Premier League. Das Jahr 2021 brachte zudem zwei nationale Titel für die Foxes. Zum einen konnte nach einem 1:0-Sieg gegen den FC Chelsea erstmals der FA Cup gewonnen werden. Zum anderen gelang ein 1:0-Sieg gegen Manchester City im Community Shield, den Leicester damit zum zweiten Mal nach 50 Jahren gewonnen hatte. In der Europa-League-Gruppenphase erreichte Leicester hinter Spartak Moskau und der SSC Neapel nur Platz 3. Damit durften die Foxes aber in der neu gegründeten UEFA Europa Conference League weiterspielen. Nachdem der Randers FC (4:1 h; 3:1 a), Stade Rennes (2:0 h; 1:2 a) und der PSV Eindhoven (0:0 h; 2:1 a) überstanden wurden, gelang Leicester bis ins Halbfinale, wo man aber an der AS Rom scheiterte (1:1 h; 0:1 a).
Nach einem achten Platz in der Saison 2021/22 konnte Leicester City nicht mehr an die bisherigen starken Leistungen anknüpfen. Am Ende der Saison 2022/23 herrschte bei den Foxes höchste Abstiegsgefahr. Am letzten Spieltag musste Leicester zuhause gegen West Ham United gewinnen und gleichzeitig auf eine Heimniederlage des FC Everton gegen den AFC Bournemouth hoffen. Leicester erledigte seine Aufgabe mit einem 2:1-Sieg, aber auch Everton gewann mit 1:0. Nach 38 Spieltagen befand sich Leicester mit 34 Punkten auf Platz 18 und stieg zum ersten Mal seit neun Jahren in die EFL Championship ab.
In der Saison 2023/24 dominierte Leicester City die zweitklassige Championship nach Belieben. Mit 31 Siegen hatte Leicester die meisten aller 24 Teilnehmer. Zusammen mit vier Unentschieden wurden 97 Punkte und damit Platz 1 erreicht. Der direkte Wiederaufstieg in die Premier League wurde in einem Nachholspiel gegen den FC Southampton, das Leicester mit 5:0 gewann, besiegelt.
Nach dem Wiederaufstieg gelang es den Foxes allerdings nicht, sich wieder in der Premier League zu etablieren. Eine 0:1-Heimniederlage gegen den FC Liverpool am 33. Spieltag besiegelte bereits frühzeitig den Abstieg. Zu diesem Zeitpunkt hatte Leicester gerade einmal vier Partien gewonnen und 18 Punkte erspielt.

## Beziehungen zu anderen Vereinen
Als Lokalrivalen von Leicester City gelten bei den Fans die Clubs Nottingham Forest, Derby County sowie Coventry City (in dieser Reihenfolge). Eine Fanfreundschaft verbindet Leicester mit dem ältesten noch existierenden Profifußballverein Notts County, dem Stadtrivalen von Nottingham Forest. Auf internationaler Ebene pflegen Teile der Anhänger von Leicester eine Fanfreundschaft mit dem deutschen Klub VfL Bochum.

## Titel
- Englischer Meister: 2016
- Englischer Pokalsieger: 2021
- Englischer Ligapokalsieger: 1964, 1997, 2000
- Englischer Supercupsieger: 1971, 2021

### Auszeichnungen
Die italienische Sportzeitung Gazzetta dello Sport wählte den Fußballklub im Jahr 2016 zur „Weltmannschaft des Jahres“.

### Rekorde
Leicester City hält mit sechs Titeln den Rekord für die meisten Meisterschaften in der Division Two (heute Football League Championship) seit Ende des Zweiten Weltkriegs.
Der höchste Sieg datiert aus der Saison 1894/95, als man in der Qualifikation für den FA Cup Notts Olympic mit 13:0 schlug. Die höchste Niederlage erlitt die Mannschaft in der Saison 1908/09 gegen den ungeliebten Konkurrenten Nottingham Forest, als es ein 0:12 setzte.
Die Rekordzuschauerzahl von 47.298 wurde am 18. Februar 1928 im FA Cup gegen Tottenham Hotspur erreicht.
Am 25. Oktober 2019 gewann Leicester mit 9:0 beim FC Southampton und fuhr damit den höchsten Auswärtssieg in der Geschichte der Premier League ein.

## Kader der Saison 2024/25
Stand: 1. Mai 2025
| Nr.        | Nat.        | Name                  | Geburtstag | im Verein seit | Vertrag bis |     |
| Tor        | Tor         | Tor                   | Tor        | Tor            | Tor         | Tor |
| ---------- | ----------- | --------------------- | ---------- | -------------- | ----------- | --- |
| 01         | Wales       | Danny Ward            | 22.06.1993 | 2018           | 2025        |     |
| 30         | Danemark    | Mads Hermansen        | 11.07.2000 | 2023           | 2028        |     |
| 31         | Danemark    | Daniel Iversen        | 19.07.1997 | 2020           | 2025        |     |
| 41         | Polen       | Jakub Stolarczyk      | 19.12.2000 | 2023           | 2026        |     |
| Abwehr     |             |                       |            |                |             |     |
| 02         | England     | James Justin          | 23.02.1998 | 2019           | 2026        |     |
| 03         | Belgien     | Wout Faes             | 03.04.1998 | 2022           | 2027        |     |
| 04         | England     | Conor Coady           | 25.02.1993 | 2023           | 2026        |     |
| 05         | Italien     | Caleb Okoli           | 13.07.2001 | 2024           | 2029        |     |
| 15         | Australien  | Harry Souttar         | 22.10.1998 | 2023           | 2028        |     |
| 16         | Danemark    | Victor Kristiansen    | 16.12.2002 | 2023           | 2028        |     |
| 21         | Portugal    | Ricardo Pereira       | 06.10.1993 | 2018           | 2026        |     |
| 23         | Danemark    | Jannik Vestergaard    | 03.08.1992 | 2021           | 2027        |     |
| 25         | Frankreich  | Woyo Coulibaly        | 26.05.1999 | 2025           | 2029        |     |
| 33         | England     | Luke Thomas           | 10.06.2001 | 2020           | 2026        |     |
| 77         | England     | Olabade Aluko         | 30.11.2006 | 2023           |             |     |
| Mittelfeld |             |                       |            |                |             |     |
| 06         | Nigeria     | Wilfred Ndidi         | 16.12.1996 | 2017           | 2027        |     |
| 08         | England     | Harry Winks           | 02.02.1996 | 2023           | 2026        |     |
| 11         | Marokko     | Bilal El Khannous     | 10.05.2004 | 2024           | 2028        |     |
| 22         | England     | Oliver Skipp          | 16.09.2000 | 2024           | 2029        |     |
| 24         | Frankreich  | Boubakary Soumaré     | 27.02.1999 | 2021           | 2026        |     |
| 34         | England     | Michael Golding       | 23.05.2006 | 2024           | 2028        |     |
| 35         | Irland      | Kasey McAteer         | 22.11.2001 | 2023           | 2028        |     |
| 40         | Argentinien | Facundo Buonanotte    | 23.12.2004 | 2024           | 2025        |     |
| Sturm      |             |                       |            |                |             |     |
| 07         | Ghana       | Abdul Fatawu Issahaku | 08.03.2004 | 2023           | 2029        |     |
| 09         | England     | Jamie Vardy           | 11.01.1987 | 2012           | 2025        |     |
| 10         | England     | Stephy Mavididi       | 31.05.1998 | 2023           | 2028        |     |
| 14         | Jamaika     | Bobby Decordova-Reid  | 02.02.1993 | 2024           | 2027        |     |
| 18         | Ghana       | Jordan Ayew           | 11.09.1991 | 2024           | 2026        |     |
| 20         | Sambia      | Patson Daka           | 09.10.1998 | 2021           | 2026        |     |
| 29         | Frankreich  | Odsonne Édouard       | 16.01.1998 | 2024           | 2025        |     |
| 91         | England     | Jake Evans            | 04.06.2008 |                |             |     |
| 93         | England     | Jeremy Monga          | 10.07.2009 | 2024           |             |     |

## Ehemalige Spieler

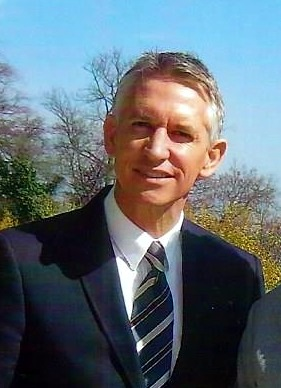
Gary Lineker erzielte in 194 Ligaspielen 95 Tore für Leicester City

Leicester City hat einige international bekannte Spieler hervorgebracht, so zum Beispiel die englischen Nationaltorhüter Gordon Banks und Peter Shilton sowie die landesweit bekannten Stürmer Gary Lineker und Emile Heskey, die beide auch für die englische Nationalmannschaft aktiv waren.
Eine komplette Auflistung aller Spieler von Leicester City findet sich in der Liste der Spieler von Leicester City.
- Adam Black 1920–1935
- Arthur Chandler 1923–1935
- Ernie Hine 1926–1932
- Mal Griffiths 1939–1956
- Don Revie 1944–1949
- Arthur Rowley 1950–1958
- Willie Cunningham 1954–1960
- Colin Appleton 1954–1966
- Frank McLintock 1957–1964
- John Sjoberg 1958–1973
- Gordon Banks 1959–1967
- Graham Cross 1960–1976
- Peter Shilton 1965–1974
- David Nish 1966–1972
- Allan Clarke 1968–1969
- Steve Whitworth 1968–1979
- Mark Wallington 1972–1985
- Frank Worthington 1972–1977
- Gary Lineker 1977–1985
- John O’Neill 1978–1987
- Alan Smith 1982–1987
- Gary McAllister 1985–1990
- Steve Walsh 1986–2000
- Gary Mills 1989–1994
- David Kelly 1990–1991
- Simon Grayson 1992–1997
- Emile Heskey 1994–2000
- Pontus Kåmark 1995–1999
- Garry Parker 1995–2001
- Kasey Keller 1996–1999
- Neil Lennon 1996–2000
- Mustafa İzzet 1996–2004
- Robbie Savage 1997–2002
- Matt Elliot 1997–2005
- Theodoros Zagorakis 1998–2000
- Frank Sinclair 1998–2004
- Gerry Taggart 1998–2004
- Tim Flowers 1999–2003
- Keith Gillespie 2003–2005
- Martin Keown 2004–2005
- Dion Dublin 2004–2006
- Richard Stearman 2004–2008
- Nils-Eric Johansson 2005–2007
- Matty Fryatt 2006–2011
- Bruno N’Gotty 2007–2009
- Kasper Schmeichel 2011–2022
- David Nugent 2011–2015
- Danny Drinkwater 2012–2017
- Robert Huth 2015–2018
- Esteban Cambiasso 2014–2015
- Riyad Mahrez 2014–2018
- N’Golo Kanté 2015–2016
- Christian Fuchs 2015–2021
- Harry Maguire 2017–2019
- Ben Chilwell 2016–2020

## Manager (Trainer)

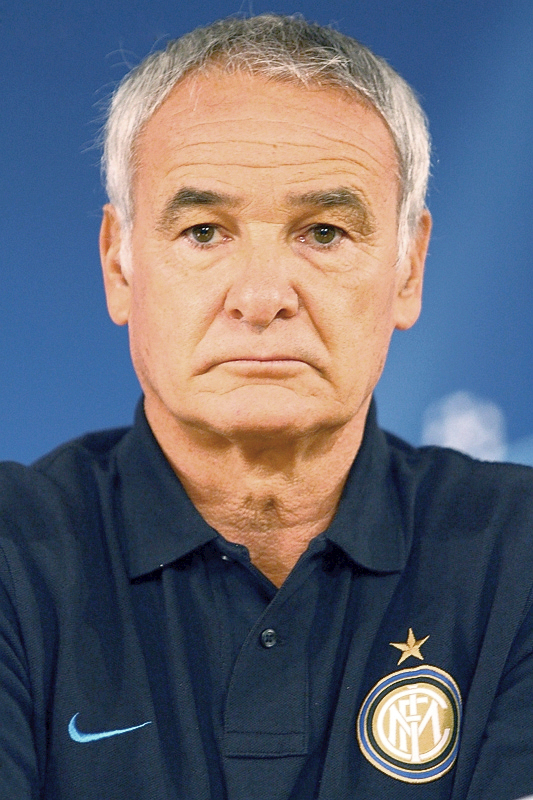
Unter dem Trainer Claudio Ranieri wurde Leicester City 2016 zum ersten Mal englischer Meister.

| Zeitraum  | Trainer             |
| --------- | ------------------- |
| 1919–1926 | Peter Hodge         |
| 1926–1932 | Willie Orr          |
| 1932–1934 | Peter Hodge         |
| 1934–1936 | Arthur Lochhead     |
| 1936–1939 | Frank Womack        |
| 1946–1949 | Johnny Duncan       |
| 1949–1955 | Norman Bullock      |
| 1955–1958 | Dave Halliday       |
| 1958–1968 | Matt Gillies        |
| 1968–1971 | Frank O’Farrell     |
| 1971–1977 | Jimmy Bloomfield    |
| 1977–1978 | Frank McLintock     |
| 1978–1982 | Jock Wallace        |
| 1982–1986 | Gordon Milne        |
| 1986–1987 | Bryan Hamilton      |
| 1987–1991 | David Pleat         |
| 1991      | Gordon Lee          |
| 1991–1994 | Brian Little        |
| 1994–1995 | Mark McGhee         |
| 1995–2000 | Martin O’Neill      |
| 2000–2001 | Peter Taylor        |
| 2001–2002 | Dave Bassett        |
| 2002–2004 | Micky Adams         |
| 2004–2006 | Craig Levein        |
| 2006–2007 | Rob Kelly           |
| 2007      | Martin Allen        |
| 2007      | Gary Megson         |
| 2007–2008 | Ian Holloway        |
| 2008–2010 | Nigel Pearson       |
| 2010      | Paulo Sousa         |
| 2010–2011 | Sven-Göran Eriksson |
| 2011–2015 | Nigel Pearson       |
| 2015–2017 | Claudio Ranieri     |
| 2017      | Craig Shakespeare   |
| 2017–2019 | Claude Puel         |
| 2019–2023 | Brendan Rodgers     |
| 2023–2024 | Enzo Maresca        |
| 2024      | Steve Cooper        |
| 2024–2025 | Ruud van Nistelrooy |
| 2025–     | Martí Cifuentes     |

## Ligazugehörigkeit
- 1891–1894: Midland League
- 1894–1908: Football League Second Division
- 1908/09: Football League First Division
- 1909–1925: Football League Second Division
- 1925–1935: Football League First Division
- 1935–1937: Football League Second Division
- 1937–1939: Football League First Division
- 1946–1954: Football League Second Division
- 1954/55: Football League First Division
- 1955–1957: Football League Second Division
- 1957–1969: Football League First Division
- 1969–1971: Football League Second Division
- 1971–1978: Football League First Division
- 1978–1980: Football League Second Division
- 1980/81: Football League First Division
- 1981–1983: Football League Second Division
- 1983–1987: Football League First Division
- 1987–1992: Football League Second Division
- 1992–1994: Football League First Division
- 1994/95: Premier League
- 1995/96: Football League First Division
- 1996–2002: Premier League
- 2002/03: Football League First Division
- 2003/04: Premier League
- 2004–2008: Football League Championship
- 2008–2009: Football League One
- 2009–2014: Football League Championship
- 2014–2023: Premier League
- 2023/24: Football League Championship
- 2024/25: Premier League
- 2025/26: Football League Championship

## Europapokalbilanz
| Saison  | Wettbewerb                    | Runde             | Gegner              | Gesamt | Hin     | Rück    |
| ------- | ----------------------------- | ----------------- | ------------------- | ------ | ------- | ------- |
| 1961/62 | Europapokal der Pokalsieger   | 1. Runde          | Glenavon FC         | 7:2    | 4:1 (A) | 3:1 (H) |
| 1961/62 | Europapokal der Pokalsieger   | 2. Runde          | Atlético Madrid     | 1:3    | 1:1 (H) | 0:2 (A) |
| 1997/98 | UEFA-Pokal                    | 1. Runde          | Atlético Madrid     | 1:4    | 1:2 (A) | 0:2 (H) |
| 2000/01 | UEFA-Pokal                    | 1. Runde          | Roter Stern Belgrad | 2:4    | 1:1 (H) | 1:3 (A) |
| 2016/17 | UEFA Champions League         | Gruppenphase      | FC Brügge           | 5:1    | 3:0 (A) | 2:1 (H) |
| 2016/17 | UEFA Champions League         | Gruppenphase      | FC Porto            | 1:5    | 1:0 (H) | 0:5 (A) |
| 2016/17 | UEFA Champions League         | Gruppenphase      | FC Kopenhagen       | 1:0    | 1:0 (H) | 0:0 (A) |
| 2016/17 | UEFA Champions League         | Achtelfinale      | FC Sevilla          | 3:2    | 1:2 (A) | 2:0 (H) |
| 2016/17 | UEFA Champions League         | Viertelfinale     | Atlético Madrid     | 1:2    | 0:1 (A) | 1:1 (H) |
| 2020/21 | UEFA Europa League            | Gruppenphase      | Sorja Luhansk       | 3:1    | 3:0 (H) | 0:1 (A) |
| 2020/21 | UEFA Europa League            | Gruppenphase      | AEK Athen           | 4:1    | 2:1 (A) | 2:0 (H) |
| 2020/21 | UEFA Europa League            | Gruppenphase      | Sporting Braga      | 7:3    | 4:0 (H) | 3:3 (A) |
| 2020/21 | UEFA Europa League            | Sechzehntelfinale | Slavia Prag         | 0:2    | 0:0 (A) | 0:2 (H) |
| 2021/22 | UEFA Europa League            | Gruppenphase      | SSC Neapel          | 4:5    | 2:2 (H) | 2:3 (A) |
| 2021/22 | UEFA Europa League            | Gruppenphase      | Legia Warschau      | 3:2    | 0:1 (A) | 3:1 (H) |
| 2021/22 | UEFA Europa League            | Gruppenphase      | Spartak Moskau      | 5:4    | 4:3 (A) | 1:1 (H) |
| 2021/22 | UEFA Europa Conference League | Zwischenrunde     | Randers FC          | 7:2    | 4:1 (H) | 3:1 (A) |
| 2021/22 | UEFA Europa Conference League | Achtelfinale      | Stade Rennes        | 3:2    | 2:0 (H) | 1:2 (A) |
| 2021/22 | UEFA Europa Conference League | Viertelfinale     | PSV Eindhoven       | 2:1    | 0:0 (H) | 2:1 (A) |
| 2021/22 | UEFA Europa Conference League | Halbfinale        | AS Rom              | 1:2    | 1:1 (H) | 0:1 (A) |

Gesamtbilanz: 40 Spiele, 17 Siege, 10 Unentschieden, 13 Niederlagen, 61:48 Tore (Tordifferenz +13)